# 창원 대광사 대불정다라니
창원 대광사 대불정다라니(昌原 大廣寺 大佛頂陁羅尼)는 대한민국 경상남도 창원시 진해구 진해대로 303, 대광사에 있는 책이다. 2015년 10월 29일 경상남도의 문화재자료 제607호로 지정되었다.

## 개요
「대불정다라니(大佛頂陁羅尼)｣는 불교(佛敎)의 진언(眞言)을 범자(梵字)와 음역(音譯)한 한자(漢字)와 한글로 나란히 쓴 책이다. 「대불정다라니(大佛頂陁羅尼)｣는 <五大眞言> 중의 한 진언집이다. 오대진언에는 「관세음보살여의주수진언(觀世音菩薩如意珠手眞言)｣, 「신묘장구대다라니(神妙章句大陀羅尼)｣, 「수구칙득다라니(隨求則得陀羅尼)｣, 「대불정다라니(大佛頂陀羅尼)｣, 「佛頂尊勝陀羅尼(佛頂尊勝陀羅尼)｣가 있다. ‘啓請’이란 ‘다라니를 열기를 청합니다’라는 의미이다.
이 책은 불분권(不分卷) 1책으로, 제본(製本)된 목판본(木板本)이다. 표지서명은 ‘능엄주(楞嚴咒)이며, 표지 이면(裡面)에 ‘大佛頂陀羅尼啓請(대불정다라니계청)’라 인쇄되어 있음이 확인된다.
권수제(卷首題)는 ‘方如來淸淨海眼徵妙秘密大佛頂陀羅尼’(방여래청정해안징묘비밀대불정다라니), 판심제(版心題)는 ‘五大’(오대)로 표시되어 있다.
제책(製冊)의 형태는 ‘오침안선장본(五針眼線裝本)’으로 확인된다. 판식(板式)은 사주쌍변(四周雙邊)에, 반곽(半郭)의 크기는 세로17.7cm에 가로13.0cm이며, 계선이 있고(有界), 9행(行) 15자(字)로 배열되어 있다.
이 책은 명확한 간행 기록(刊記)은 확인할 수 없다. 하지만 본문변란에 시주자들이 수록되어 있고, 그 인출 및 보관상태가 양호한 책이다. 특히 ｢大佛頂陁羅尼｣는 우리나라에서 한글 창제이후 한글 음역까지 덧붙여진 것으로, 오늘날 梵字와 초기 한글 자모의 용법을 연구하는데 귀중한 자료적 가치를 지니고 있다.

## 참고 자료
- 창원 대광사 대불정다라니 - 국가유산청 국가유산포털